# Joop Rohner
Johannes (Joop) Jacobus Rohner (Amsterdam, 6 juli 1927 - Hobart, 25 januari 2005) was een Nederlands waterpolospeler.
Rohner nam als waterpoloër deel aan de Olympische Spelen van 1948. Hij eindigde hiermee met het Nederlands team op een derde plaats. Hij speelde tijdens het toernooi vijf wedstrijden als keeper. Rohner speelde in de competitie voor Het Y uit Amsterdam.
Cor Braasem · 
Joop Cabout · 
Ruud van Feggelen · 
Henny Keetelaar · 
Nijs Korevaar · 
Joop Rohner · 
Frits Ruimschotel · 
Piet Salomons · 
Frits Smol · 
Hans Stam